# Daiane Muniz
Daiane Caroline Muniz dos Santos (Três Lagoas, 25 de maio de 1988) é uma professora de Educação física e árbitra de futebol brasileira.

## Biografia e carreira
É natural de Três Lagoas, Mato Grosso do Sul. Em 2020, tornou-se a primeira mulher a ser árbitra principal em uma partida do Campeonato Sul-Mato-Grossense masculino, no jogo entre Corumbaense e Maracaju. Posteriormente, se transferiu para a Federação Paulista de Futebol (FPF) e participou das arbitragens de vídeo na Série A do Campeonato Brasileiro.
Em 2022, atuou como árbitra assistente de vídeo (VAR) na Copa do Mundo Feminina Sub-20, na Costa Rica. Também desempenhou a mesma função na Copa do Mundo Feminino de 2023.

## Estatísticas
Estas são estatísticas das principais competições nacionais e internacionais.

### Competições da FIFA
Fonte: 

#### Copa do Mundo Feminino Sub-17
| Edição | Fase    | Data   | Partida         | Partida            | Partida              | Estádio       | Cidade        | Cartões                       | Cartões                           | Cartões | Pênalti · Pênalti | Ref.  |
| Edição | Fase    | Data   | Mandante        | Placar             | Visitante            | Estádio       | Cidade        | Penalizado com cartão amarelo | Penalizado · Penalizado · Expulso | Expulso | Pênalti · Pênalti | Ref.  |
| ------ | ------- | ------ | --------------- | ------------------ | -------------------- | ------------- | ------------- | ----------------------------- | --------------------------------- | ------- | ----------------- | ----- |
| 2024   | Grupo A | 22/out | Nigéria         | 1 – 0              | República Dominicana | Félix Sánchez | Santo Domingo | 0                             | 0                                 | 0       | 0                 | [ 6 ] |
| 2024   | Grupo C | 17/out | Coreia do Norte | 4 – 1              | México               | Cibao FC      | S. Caballeros | 0                             | 0                                 | 0       | 0                 | [ 7 ] |
| 2024   | Final   | 3/nov  | Coreia do Norte | 1 – 1 (4 – 3 pen.) | Espanha              | Félix Sánchez | Santo Domingo | 2                             | 0                                 | 0       | 0                 | [ 8 ] |
| Total  | Total   | Total  | Total           | Total              | Total                | Total         | Total         | 2                             | 0                                 | 0       | 0                 |       |

### Competições da CONMEBOL
Fonte: 

#### Copa Libertadores Feminino
| Edição | Fase    | Data  | Partida        | Partida | Partida       | Estádio         | Cidade   | Cartões                       | Cartões                           | Cartões | Pênalti · Pênalti | Ref.  |
| Edição | Fase    | Data  | Mandante       | Placar  | Visitante     | Estádio         | Cidade   | Penalizado com cartão amarelo | Penalizado · Penalizado · Expulso | Expulso | Pênalti · Pênalti | Ref.  |
| ------ | ------- | ----- | -------------- | ------- | ------------- | --------------- | -------- | ----------------------------- | --------------------------------- | ------- | ----------------- | ----- |
| 2021   | Grupo C | 7/nov | Deportivo Cali | 8 – 0   | Real Tomayapo | Osvaldo D. Dibb | Assunção | 0                             | 0                                 | 0       | 0                 | [ 9 ] |
| Total  | Total   | Total | Total          | Total   | Total         | Total           | Total    | 0                             | 0                                 | 0       | 0                 |       |

### Competições da CBF
Fonte: 

#### Campeonato Brasileiro Feminino – Série A1
| Edição | Fase     | Data   | Partida         | Partida | Partida             | Estádio            | Cidade         | Cartões                       | Cartões                           | Cartões | Pênalti · Pênalti | Ref.   |
| Edição | Fase     | Data   | Mandante        | Placar  | Visitante           | Estádio            | Cidade         | Penalizado com cartão amarelo | Penalizado · Penalizado · Expulso | Expulso | Pênalti · Pênalti | Ref.   |
| ------ | -------- | ------ | --------------- | ------- | ------------------- | ------------------ | -------------- | ----------------------------- | --------------------------------- | ------- | ----------------- | ------ |
| 2024   | 1.ª fase | 19/mar | Flamengo        | 1 – 2   | Cruzeiro            | Luso-Brasileiro    | Rio de Janeiro | 2                             | 0                                 | 0       | 0                 | [ 10 ] |
| 2024   | 1.ª fase | 27/mar | Avaí/Kindermann | 1 – 3   | América Mineiro     | Carlos A. C. Neves | Caçador        | 3                             | 0                                 | 0       | 3                 | [ 11 ] |
| 2024   | 1.ª fase | 11/mai | Cruzeiro        | 3 – 0   | Botafogo            | Castor Cifuentes   | Nova Lima      | 5                             | 0                                 | 1       | 0                 | [ 12 ] |
| 2024   | Quartas  | 27/ago | Corinthians     | 1 – 0   | Red Bull Bragantino | Canindé            | São Paulo      | 2                             | 0                                 | 0       | 0                 | [ 13 ] |
| 2024   | Final    | 22/set | Corinthians     | 2 – 0   | São Paulo           | Neo Química Arena  | São Paulo      | 4                             | 0                                 | 1       | 0                 | [ 14 ] |
| Total  | Total    | Total  | Total           | Total   | Total               | Total              | Total          | 16                            | 0                                 | 2       | 3                 |        |

#### Campeonato Brasileiro Masculino – Série B
| Edição | Fase      | Data   | Partida         | Partida | Partida   | Estádio       | Cidade         | Cartões                       | Cartões                           | Cartões | Pênalti · Pênalti | Ref.   |
| Edição | Fase      | Data   | Mandante        | Placar  | Visitante | Estádio       | Cidade         | Penalizado com cartão amarelo | Penalizado · Penalizado · Expulso | Expulso | Pênalti · Pênalti | Ref.   |
| ------ | --------- | ------ | --------------- | ------- | --------- | ------------- | -------------- | ----------------------------- | --------------------------------- | ------- | ----------------- | ------ |
| 2024   | 2.º turno | 24/nov | América Mineiro | 3 – 0   | Brusque   | Independência | Belo Horizonte | 1                             | 0                                 | 0       | 1                 | [ 15 ] |
| Total  | Total     | Total  | Total           | Total   | Total     | Total         | Total          | 1                             | 0                                 | 0       | 1                 |        |

#### Campeonato Brasileiro Masculino – Série C
| Edição | Fase     | Data   | Partida     | Partida | Partida   | Estádio      | Cidade         | Cartões                       | Cartões                           | Cartões | Pênalti · Pênalti | Ref.   |
| Edição | Fase     | Data   | Mandante    | Placar  | Visitante | Estádio      | Cidade         | Penalizado com cartão amarelo | Penalizado · Penalizado · Expulso | Expulso | Pênalti · Pênalti | Ref.   |
| ------ | -------- | ------ | ----------- | ------- | --------- | ------------ | -------------- | ----------------------------- | --------------------------------- | ------- | ----------------- | ------ |
| 2021   | 1.ª fase | 27/jun | Botafogo-SP | 1 – 0   | Oeste     | Arena Nicnet | Ribeirão Preto | 5                             | 0                                 | 0       | 0                 | [ 16 ] |
| Total  | Total    | Total  | Total       | Total   | Total     | Total        | Total          | 5                             | 0                                 | 0       | 0                 |        |

#### Campeonato Brasileiro Masculino – Série D
| Edição | Fase      | Data   | Partida              | Partida | Partida         | Estádio            | Cidade         | Cartões                       | Cartões                           | Cartões | Pênalti · Pênalti | Ref.   |
| Edição | Fase      | Data   | Mandante             | Placar  | Visitante       | Estádio            | Cidade         | Penalizado com cartão amarelo | Penalizado · Penalizado · Expulso | Expulso | Pênalti · Pênalti | Ref.   |
| ------ | --------- | ------ | -------------------- | ------- | --------------- | ------------------ | -------------- | ----------------------------- | --------------------------------- | ------- | ----------------- | ------ |
| 2020   | 1.ª f./A4 | 20/set | Vitória da Conquista | 2 – 0   | Coruripe        | Lomantão           | Vit. Conquista | 9                             | 0                                 | 0       | 0                 | [ 17 ] |
| 2020   | 1.ª f./A7 | 11/out | Nacional-PR          | 1 – 2   | Bangu           | Erich George       | Rolândia       | 2                             | 0                                 | 0       | 0                 | [ 18 ] |
| 2020   | 1.ª f./A8 | 21/out | Pelotas              | 1 – 1   | Tubarão         | Boca do Lobo       | Pelotas        | 6                             | 0                                 | 0       | 0                 | [ 19 ] |
| 2021   | 1.ª f./A4 | 13/jun | Sergipe              | 1 – 0   | Retrô           | Arena Batistão     | Aracaju        | 7                             | 0                                 | 0       | 0                 | [ 20 ] |
| 2021   | 1.ª f./A5 | 14/ago | Jaraguá              | 1 – 1   | Aparecidense    | Amintas de Freitas | Jaraguá        | 6                             | 0                                 | 0       | 1                 | [ 21 ] |
| 2024   | 1.ª f./A1 | 18/mai | Porto Velho          | 2 – 0   | Manaus          | Aluizão            | Porto Velho    | 3                             | 0                                 | 0       | 0                 | [ 22 ] |
| 2024   | 1.ª f./A2 | 9/jun  | Tocantinópolis       | 3 – 0   | Águia de Marabá | Ribeirão           | Tocantinópolis | 5                             | 0                                 | 0       | 0                 | [ 23 ] |
| Total  | Total     | Total  | Total                | Total   | Total           | Total              | Total          | 38                            | 0                                 | 0       | 1                 |        |

#### Supercopa do Brasil Feminino
| Edição | Fase    | Data   | Partida       | Partida | Partida   | Estádio           | Cidade    | Cartões                       | Cartões                           | Cartões | Pênalti · Pênalti | Ref.   |
| Edição | Fase    | Data   | Mandante      | Placar  | Visitante | Estádio           | Cidade    | Penalizado com cartão amarelo | Penalizado · Penalizado · Expulso | Expulso | Pênalti · Pênalti | Ref.   |
| ------ | ------- | ------ | ------------- | ------- | --------- | ----------------- | --------- | ----------------------------- | --------------------------------- | ------- | ----------------- | ------ |
| 2022   | Quartas | 6/fev  | Corinthians   | 3 – 0   | Palmeiras | Neo Química Arena | São Paulo | 6                             | 0                                 | 0       | 0                 | [ 24 ] |
| 2024   | Quartas | 10/fev | Real Brasília | 0 – 1   | Cruzeiro  | Bezerrão          | Gama      | 2                             | 0                                 | 0       | 0                 | [ 25 ] |
| Total  | Total   | Total  | Total         | Total   | Total     | Total             | Total     | 8                             | 0                                 | 0       | 0                 |        |

### Competições amistosas

#### Brasil Ladies Cup
| Edição | Fase     | Data   | Partida     | Partida | Partida       | Estádio             | Cidade         | Cartões                       | Cartões                           | Cartões | Pênalti · Pênalti | Ref.   |
| Edição | Fase     | Data   | Mandante    | Placar  | Visitante     | Estádio             | Cidade         | Penalizado com cartão amarelo | Penalizado · Penalizado · Expulso | Expulso | Pênalti · Pênalti | Ref.   |
| ------ | -------- | ------ | ----------- | ------- | ------------- | ------------------- | -------------- | ----------------------------- | --------------------------------- | ------- | ----------------- | ------ |
| 2021   | 1.ª fase | 14/dez | Ferroviária | 0 – 2   | Internacional | Gabriel M. da Silva | Sant. Parnaíba | 1                             | 0                                 | 0       | 0                 | [ 26 ] |
| Total  | Total    | Total  | Total       | Total   | Total         | Total               | Total          | 1                             | 0                                 | 0       | 0                 |        |

### Partidas entre Seleções Femininas
Fonte: 
| Edição | Fase      | Data   | Partida  | Partida | Partida   | Estádio           | Cidade | Cartões                       | Cartões                           | Cartões | Pênalti · Pênalti | Ref.   |
| Edição | Fase      | Data   | Mandante | Placar  | Visitante | Estádio           | Cidade | Penalizado com cartão amarelo | Penalizado · Penalizado · Expulso | Expulso | Pênalti · Pênalti | Ref.   |
| ------ | --------- | ------ | -------- | ------- | --------- | ----------------- | ------ | ----------------------------- | --------------------------------- | ------- | ----------------- | ------ |
| 2021   | T. Manaus | 25/nov | Brasil   | 6 – 1   | Índia     | Arena da Amazônia | Manaus | 0                             | 0                                 | 0       | 0                 | [ 27 ] |
| Total  | Total     | Total  | Total    | Total   | Total     | Total             | Total  | 0                             | 0                                 | 0       | 0                 |        |